# Combat d'Écueillé
 (septembre 2014).
Seconde Guerre mondiale
Batailles
2e campagne de France
- Corse
- Limousin
- Ain et Haut-Jura
- Les Glières
- Ascq
- Division Brehmer
- Mont Mouchet
- Opérations SAS en Bretagne
- Bataille de Normandie
- Guéret
- Brigade Jesser
- Cornil
- 1er Tulle
- 2e Tulle
- Argenton-sur-Creuse
- Oradour-sur-Glane
- 1er Ussel
- Saint-Marcel
- Saffré
- Mont Gargan
- Vercors
- Penguerec
- Lioran
- Égletons
- 2e Ussel
- Débarquement de Provence
- Port-Cros
- La Ciotat
- Toulon
- Martigues
- Marseille
- Nice
- Rennes
- Saint-Malo
- Brest
- Paris
- Mont-de-Marsan
- Montélimar
- Maillé
- Écueillé
- La Saulx
- Meximieux
- Nancy
- Colonne Elster
- Dunkerque
- Arracourt
- Saint-Nazaire
- Lorient
- Metz
- Royan et de la pointe de Grave
- Campagne de Lorraine
- Colmar

Front d'Europe de l'Ouest
Front d'Europe de l'Est
Campagnes d'Afrique, du Moyen-Orient et de Méditerranée
Bataille de l'Atlantique
Guerre du Pacifique
Guerre sino-japonaise
Le combat d'Écueillé a été mené le 25 août 1944 dans le département de l'Indre entre des unités de la Wehrmacht et de l'armée française en cours de reconstitution. Il s'est conclu par une victoire des forces françaises.

## Déroulement
Le 8e régiment de cuirassiers, formé le 24 août 1944 d'éléments du Premier régiment de France qui vient d'être dissous, est chargé de contrôler l'axe Nouans-les-Fontaines / Saint-Aignan. Les 250 cavaliers du 1er escadron commandé par le capitaine André Colomb (1910-1981) prennent position à Écueillé (Indre). Le 25 août au soir, tout est calme et les hommes vaquent tranquillement. Soudain, vers 22 h, apparaît une colonne de la Wehrmacht se repliant d'Angers. C'est un convoi d'artillerie antichar de six canons de 88, avec 77 hommes. Il se trouve que des maquisards du 17e bataillon de chasseurs à pied sont de passage à Écueillé. Le lieutenant qui commande la colonne allemande comprend qu'il risque d'être encerclé et ouvre le feu. Le 8e cuirassiers riposte aussitôt avec ses mitrailleuses et l'appui des maquisards mais le détachement allemand réussit à mettre ses obusiers en batterie.
Les Allemands tirent en tous sens dans la nuit. Les obus, destinés au blindage des chars, sont à tête perforante et n'explosent pas, mais les maisons du village prennent feu. Les Français détruisent les deux véhicules de tête et de queue de la colonne qui est dès lors bloquée. Les Allemands tentent une sortie qui échoue et se barricadent à la sortie de la ville.
Le capitaine Colomb et ses soldats encerclent les Allemands et cessent leurs tirs pour permettre de lutter contre les incendies. Tout le centre est en flammes. Le combat a duré deux heures. À l'aube, le lieutenant allemand, visiblement expérimenté et ardent et qui a été blessé, constate qu'il n'a plus de solution. Ainsi, le cavalier Defobis (alors âgé de 19 ans, et le seul parlant allemand), envoyé par le sous-lieutenant Leré, parlemente avec lui pour leur demander de se rendre. Le lieutenant capitule dans les règles et les honneurs lui sont rendus place de la mairie.
La victoire du 8e cuirassiers est totale. Les Allemands ont perdu tout leur matériel. Ils ont 17 tués, 19 disparus, brûlés dans les incendies des maisons dans lesquelles ils s'étaient retranchés, et 40 sont prisonniers dont un officier. Il y a 4 cuirassiers tués et 7 victimes civiles du côté français. Les dégâts sont considérables, trente immeubles ont pris feu et la mairie est aussi détruite. Le combat d'Écueillé est la seule véritable bataille rangée entre des éléments de la Wehrmacht et de l'armée française en cours de reconstitution. L'escadron Colomb a été cité à l'ordre de la division le 15 août 1945 par le général Pierre Kœnig et a reçu la Croix de guerre 1939-1945 avec étoile d'argent. André Colomb a été fait citoyen d'honneur d'Ecueillé.